# Пожежа у будівлі Grenfell Tower у Лондоні (2017)

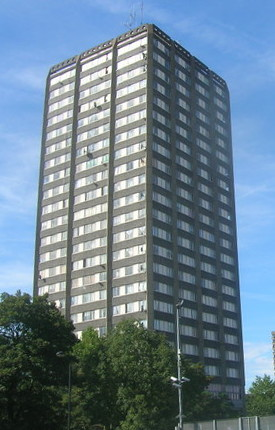
Grenfell Tower в 2009 році до реконструкції

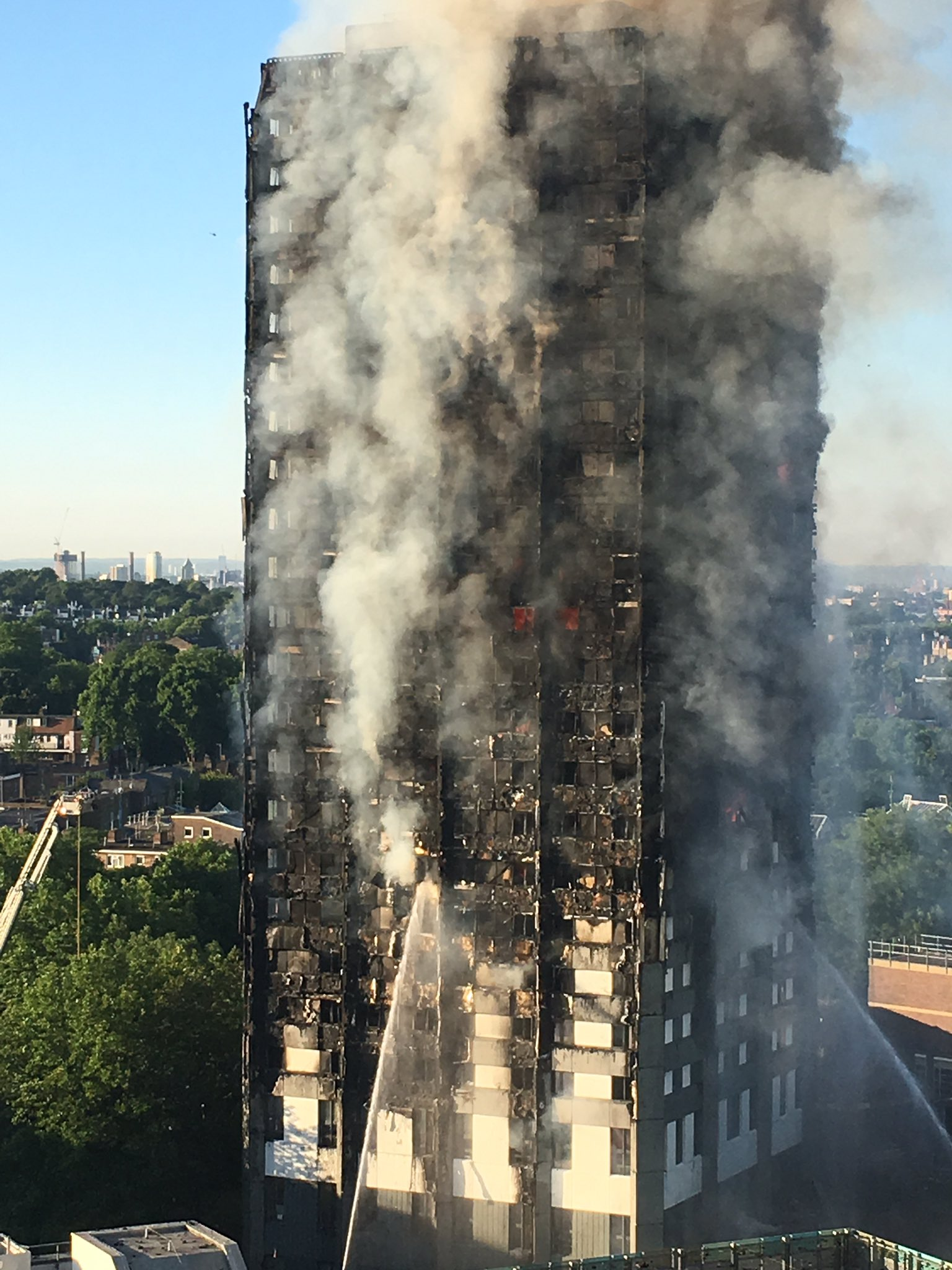
Grenfell Tower раннього ранку 14 червня. На зовнішньому боці будівлі видно обпалений пластик.

Пожежа у будівлі Grenfell Tower у Лондоні — надзвичайна ситуація, що сталася 14 червня 2017 року у 24-поверховій будівлі Grenfell Tower в лондонському районі Північний Кенсінгтон, яка призвела до загибелі щонайменше 70 осіб та госпіталізації мінімум 74 постраждалих; 65 осіб поки що вважалися зниклими безвісти.

## Причини
Трагедія почалася о 1-й ночі в середу 14 червня 2017 року в будівлі Grenfell Tower на крайньому заході столиці Великої Британії. Загалом будинок налічував 120 квартир.
Причиною пожежі було коротке замикання холодильника в квартирі на 4 поверсі, але за кілька хвилин вогонь охопив усі поверхи.

## Хід ліквідації
Близько 250 пожежників Лондона майже десять годин намагалися загасити вогонь. На місці пожежі працювало сорок пожежних машин та понад 100 медиків. Станом на вечір 14 червня 2017 року середи пожежникам так і не вдалось повністю загасити полум'я, гасіння вогню триває. На 15 червня 2017 року рятувальники призупинили пошукові роботи через ймовірність обвалу будівлі. Адже наближатися до країв обгорілої будівлі небезпечно.
Більше 120 сімей, що залишилися без даху над головою, розміщені в громадських центрах, мечетях і церквах.

## Наслідки
Голова лондонської поліції Стюарт Кунді спочатку підтвердив загибель щонайменше 6 осіб внаслідок пожежі у 27-поверхівці: «На даний момент я можу підтвердити шість смертельних випадків, проте ця цифра, ймовірно, зростатиме, оскільки комплексне проведення аварійно-рятувальних робіт триватиме протягом кількох днів».
На вечір 14 червня 2017 року кількість загиблих зросла до 12 осіб, а на обід 15 червня — вже 17 загиблих, ще через добу — вже 30. Крім того, 65 осіб вважаються зниклими безвісти. Станом на 17 червня вже, щонайменше, 58 людей вважалися мертвими після пожежі.
За офіційними даними, в лікарнях в перший день після пожежі перебувало більше 70 постраждалих. Крім того, 20 постраждалих були в критичному стані.
Наступного дня, 15 червня 2017 року кількість постражлалих, що перебували в лікарнях скоротилась вдвічі — до 37 осіб.

## Розслідування
Прем'єр-міністр Великої Британії Тереза Мей 15 червня розпорядилася провести публічне розслідування причин пожежі, що призвела до трагічних наслідків: «Люди заслуговують на відповіді, розслідування надасть їм їх».
Також планується виділити 5 мільйонів фунтів стерлінгів для мешканців згорілого будинку. Було зазначено, що таке рішення було прийнято після хвилі критики з боку суспільства за пасивну реакцію влади на подію. Прем'єр-міністра жорстко критикували за небажання віч-на-віч зустрітися з потерпілими. Після цього Тереза Мей зустрілася з громадськістю. Кошти будуть розподілені між потерпілими місцевою радою і спрямовані на необхідні потреби жителів — включаючи витрати на поховання.

## Офіційні співчуття
Посольство України у Великій Британії висловило співчуття з приводу пожежі у Лондоні 14 червня 2017 року.